# 木村重太郎
木村重太郎（1968年5月12日—）是一名出生於熊本縣的日本日本職棒選手（投手）。他在1996年亚特兰大夏季奥林匹克运动会中，参加了男子棒球比赛并为日本队获得男子团体银牌。
現在已經退休，目前在東芝公司作業務，並在棒球教室擔任講師。